# Rolf Olderog

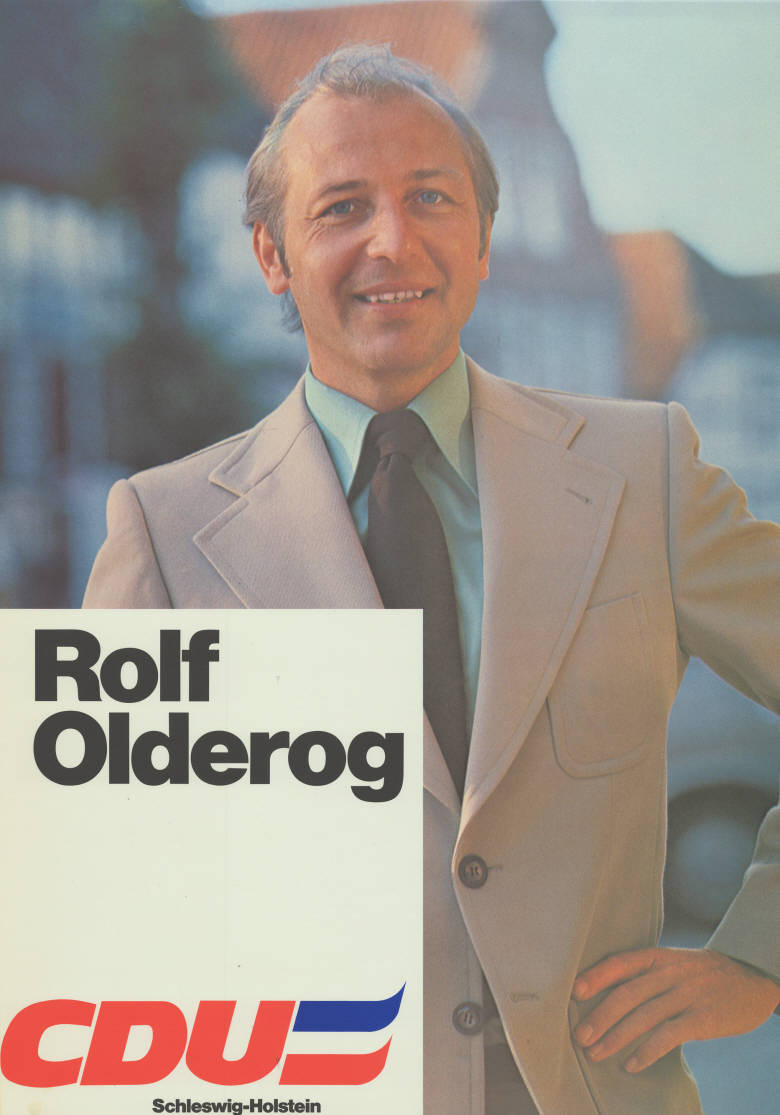
Kandidatenplakat zur Landtagswahl in Schleswig-Holstein 1979

Rolf Olderog (* 29. Dezember 1937 in Hamburg; † 31. August 2024) war ein deutscher Jurist und Politiker (CDU).

## Leben
Olderog wurde in Hamburg geboren, wuchs auf der Ostseeinsel Fehmarn auf und besuchte das Gymnasium in Oldenburg in Holstein. Er studierte Rechts- und Staatswissenschaften an der Christian-Albrechts-Universität zu Kiel und war während seines Studiums und des Referendariats im RCDS tätig. Als Mitglied der Jungen Union übernahm er Funktionen im Kreis Ostholstein und war stellvertretender Landesvorsitzender in Schleswig-Holstein. Er legte das Erste und Zweite Staatsexamen ab und wurde 1966 mit der Dissertation Bestechung von Wählern und Abgeordneten zum Dr. iur promoviert. Ab 1968 war er Wissenschaftlicher Assistent an der Universität Kiel und arbeitete unter anderem für die CDU-Fraktion des Schleswig-Holsteinischen Landtags.
1970 zog Olderog über die CDU-Landesliste in den Schleswig-Holsteinischen Landtag ein. Bei den Landtagswahlen 1971, 1975 und 1979 errang er das Direktmandat. 1979 gehörte er der Bundesversammlung an.
1980 wurde Olderog in den Deutschen Bundestag gewählt. Das Direktmandat im Bundestagswahlkreis Ostholstein errang er 1983, 1987, 1990 und 1994. 1998 schied er aus dem Bundestag aus, als Antje-Marie Steen (SPD) das Direktmandat erhielt.
Zuletzt war Olderog noch aktiv in zahlreichen Vereinen und Verbänden. Er war Vorsitzender des Orgelbauvereins Oldenburg e. V. für die St.-Johannis-Kirche (Oldenburg in Holstein). Nach der Fertigstellung der neuen Kirchenorgel im Jahr 2018 löste Olderog den Verein auf, da der eigentliche Vereinszweck erfüllt war.
Olderog war verheiratet und hatte vier Kinder.

## Auszeichnungen
- 1978: Bundesverdienstkreuz am Bande
- 1986: Verdienstkreuz 1. Klasse der Bundesrepublik Deutschland
- 2000: Großes Verdienstkreuz der Bundesrepublik Deutschland